# Robert Horry

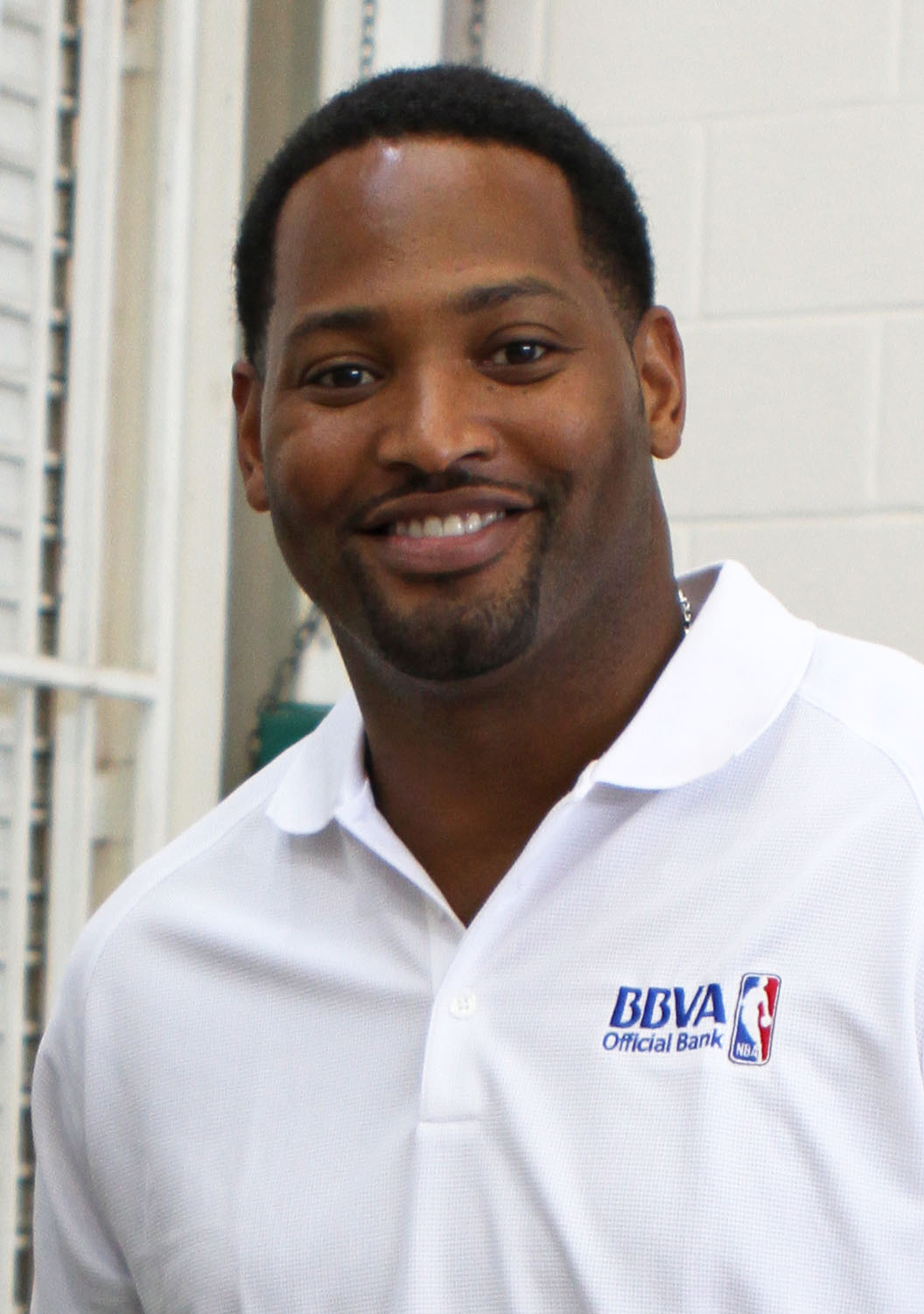
Robert Horry, 2012.

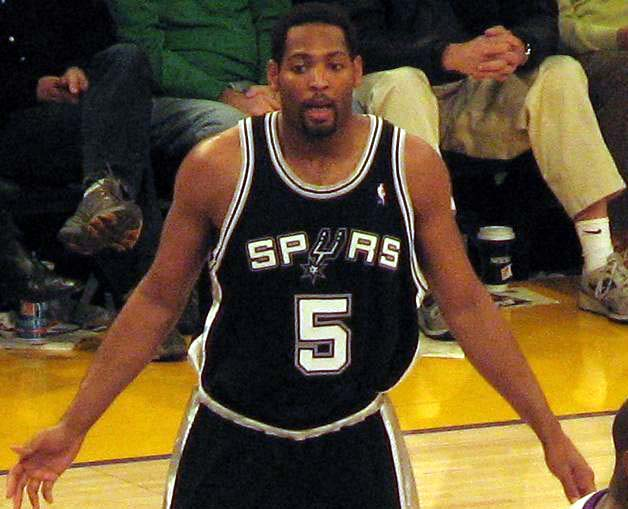
Robert Horry i San Antonio Spurs, 2007.

Robert Keith Horry Jr., född 25 augusti 1970 i Harford County i Maryland, är en amerikansk före detta basketspelare.
Under sin 16 säsonger långa karriär i NBA (1992–2008) blev Robert Horry NBA-mästare sju gånger. Detta är flest av någon som inte spelade under 1960-talet i Boston Celtics. Robert Horry är också en av endast fyra spelare som blivit NBA-mästare med tre olika lag: två gånger med Houston Rockets (1994 och 1995), tre gånger med Los Angeles Lakers (2000, 2001 och 2002) och två gånger med San Antonio Spurs (2005 och 2007). Under karriären fick han smeknamnet "Big Shot Bob" för att han flera gånger avgjorde viktiga matcher i kritiska skeenden.

## Lag
- Houston Rockets (1992–1996)
- Phoenix Suns (1996–1997)
- Los Angeles Lakers (1997–2003)
- San Antonio Spurs (2003–2008)